# مؤشر العملاء لقياس متوسط مدة الانقطاع
مؤشر العملاء لقياس متوسط مدة الانقطاع (CAIDI)  هو مؤشر اعتمادية يستخدم من قبل مرافق الطاقة الكهربائية . ويستخدم مع مؤشر النظام لقياس متوسط مدة الإنقطاع لتقييم قدرة النظام على القيام بمهمته المنوط بها ضمن شروط عمل محددة خلال فترة زمنية معينة. وهو متوسط انقطاع الخدمة لكل عميل. ويتم حسابه على النحو التالي:
{\displaystyle {\mbox{CAIDI}}={\frac {\sum {U_{i}N_{i}}}{\sum {\lambda _{i}N_{i}}}}}

حيث: 

{\displaystyle \lambda _{i}} هو معدل الفشل أو الانقطاع. 

{\displaystyle N_{i}} هو رقم العميل. 

{\displaystyle U_{i}} هو متوسط الخروج السنوي للموقع {\displaystyle i} .
ويمكن كتابه المعادلة بالشكل التالي:
{\displaystyle {\mbox{CAIDI}}={\frac {\mbox{sum of all customer interruption durations}}{\mbox{total number of customer interruptions}}}={\frac {\mbox{SAIDI}}{\mbox{SAIFI}}}}
ووحده قياسه هي الدقيقة أو الساعة . ويتم قياسه على مدار العام بأكمله. وتبعا لجمعية مهندسي الكهرباء والإلكترونيات (IEEE) فإن القيمة المتوسطه لهذا المؤشر في أمريكا الشمالية وصل إلى 1.36 ساعة.